# Adoncholaimus thalassophygas
Adoncholaimus thalassophygas is een rondwormensoort uit de familie van de Oncholaimidae. De wetenschappelijke naam van de soort is voor het eerst geldig gepubliceerd in 1876 door de Man.